# Rzechcinko
Rzechcinko (kaszb. Rzechcëńsczi Młën lub Reksëńsczi Młën) – była część wsi Rzechcino w Polsce, położona w województwie pomorskim, w powiecie słupskim, w gminie Potęgowo.
Nazwę zniesiono z 1.01.2021 r.
Wchodziła w skład sołectwa Rzechcino.
W latach 1975–1998 Rzechcinko administracyjnie należało do województwa słupskiego.